# Єлабуга (село)
Єла́буга (рос. Елабуга) — село у складі Хабаровського району Хабаровського краю, Росія. Адміністративний центр Єлабузького сільського поселення.

## Населення
Населення — 677 осіб (2010; 1009 у 2002).
Національний склад (станом на 2002 рік):
- росіяни — 83 %